# Bernard Cazeneuve
Bernard Cazeneuve (Senlis, 2 de junio de 1963) es un político y abogado francés. Del 6 de diciembre de 2016 al 15 de mayo de 2017 fue Primer ministro de Francia durante la presidencia de Francois Hollande en sustitución de Manuel Valls. Previamente, de 2014 a 2016 había sido Ministro del Interior también con Valls como predecesor. Fue diputado por el departamento de Mancha de la región de Normandía de 1997 a 2017 y alcalde de Octeville (1995-2000), conocida más tarde como Cherbourgo-Octeville de 2001 a 2012. Fue miembro del Partido Socialista francés desde 1987 hasta 2022 cuando dejó el partido en desacuerdo por la alianza entre el PS y Francia Insumisa ante las elecciones legislativas, en las que pidió a los socialistas el voto para Emmanuel Macron. En febrero de 2023 lanza el movimiento "La Convención" con el apoyo de miembros del PS, entre ellos el expresidente de la República François Hollande.

## Biografía
Bernard Guy Georges Cazeneuve es hijo de pieds-noirs nacidos en Argelia y repatriados a Francia en 1962. Su padre, Gérard Cazeneuve fue profesor del barrio de Châteauneuf, en la comuna de El Biar, cerca de Argel y posteriormente en Senlis (Oise) donde nació Bernard el 2 de junio de 1963. Su madre, Danièle Varailhon, “marxistas e izquierdista”. Su padre era responsable del Partido Socialista en Oise. Se licenció en Derecho y Economía por las Grandes Escuelas y por el Instituto de Ciencias Políticas de Burdeos. Mientras cursaba sus estudios de derecho destacó por su activismo estudiantil como dirigentes del movimiento de Jóvenes Radicales de Izquierda de la Gironda.
Tras finalizar sus estudios superiores, comenzó trabajando en la banca y en el mundo judicial. Se inició en política en las filas del Partido Socialista de Francia, en el que ha ocupado diversos cargos de responsabilidad. 
Fue contratado en un principio para trabajar con los servicios jurídicos del Banque Populaire y no tardó en lograr un puesto de asesor y jefe de gabinete en varios departamentos del Gobierno nacional bajo la protección de líderes socialistas como Laurent Fabius, primer ministro entre 1984 y 1986. En 1993, cuando estaba a punto de cumplir los 30 años y estaba dirigiendo el Gabinete socialista de Pierre Bérégovoy, fue nombrado secretario general del Consejo Superior de Navegación Recreativa y Deportes Náuticos. En 1994 con el apoyo de Fabius se hizo cargo de la sección socialista del cantón de Cherburgo-Octeville-Sud-Ouest donde asumió sus primeros puestos en la política local.  

### Trayectoria institucional
Primero fue consejero general del departamento de Mancha, posteriormente asumió la alcaldía de Octeville que asumió de 2001 a 2012 y más tarde, tras las elecciones legislativas de mayo y junio de 1997 con el líder socialista Lionel Jospin, fue elegido diputado por la 5.ª Circunscripción de la Mancha. En el año 2002 perdió el escaño y se colegió como abogado en el municipio donde seguía siendo alcalde.  
Desde 1997, es parlamentario de la Asamblea Nacional de Francia por la circunscripción electoral de la La Mancha. A nivel local, entre el 19 de marzo de 2001 y el 23 de junio de 2012 ha sido alcalde de la comuna de Cherburgo-Octeville y en 2008 presidente de la Asociación de Gobiernos Locales de la Comunidad Urbana de Cherburgo.
El 16 de mayo de 2012, fue nombrado por el presidente François Hollande en el Gobierno Ayrault viceministro de Asuntos Europeos del Ministerio de Asuntos Exteriores de Francia hasta el 19 de marzo de 2013 que fue designado viceministro de Presupuestos del Ministerio de Economía, Finanzas e Industria.
El 2 de abril de 2014 cuando Manuel Valls fue nombrado primer ministro de Francia fue nombrado ministro de Interior. El 6 de diciembre, pasó a ocupar el cargo de primer ministro en sustitución de Valls, debido a que este último dejó su cargo de primer ministro de Francia para presentarse a candidato a las elecciones presidenciales de 2017.
En 2015 fue responsable de enfrentar la ofensiva terrorista del Estado Islámico en suelo francés. A pesar de las numerosas actuaciones de la policía nacional y la gendarmería no pudo impedir la masacre de Niza de julio de 2016 con 86 muertos y casi 500 heridos.
El 10 de mayo de 2017, tras la victoria de Emmanuel Macron como Presidente de Francia, dimite del puesto junto al resto del Gobierno y es sucedido el 15 de mayo de 2017 por Édouard Philippe, designado por Macron para ocupar el cargo de primer ministro.
Aunque sigue siendo miembro del PS, afirma su apoyo a Emmanuel Macron.

### Retorno a la política y fundación de "La Convención"
El nombre de Cazeneuve se baraja desde 2018 como el "único recurso posible" para el PS de cara a las elecciones presidenciales de 2022. Los medios de comunicación indicaron en julio de 2019 que François Hollande había renunciado a presentarse y le apoyaba. En septiembre del mismo año, anunció su regreso a la vida política y presentó un plan para el futuro del Partido Socialista durante las jornadas parlamentarias del partido, organizadas en Aviñón. Cuenta en particular con el apoyo del Partido de la Izquierda Radical. Durante el Festival de la Rosa en Frangy-en-Bresse en septiembre de 2020, Bernard Cazeneuve anunció que no sería candidato en las elecciones presidenciales de 2022: “La izquierda necesita ambición, no necesita ambiciones adicionales”. Luego precisa que el “estado mayor socialista” no quería su candidatura.
El 4 de mayo de 2022, pocas horas después de la celebración de un acuerdo entre el Partido Socialista y La France insoumise con vistas a las elecciones legislativas de junio de 85, Bernard Cazeneuve anunció en La Manche libre que abandonaba el Partido Socialista, señalando que “los dirigentes de los partidos han perdido la brújula” y que “la derrota no lo explica todo, ni puede justificarlo todo”.
En septiembre de 2022, con el apoyo de varios cientos de personas, redactó un manifiesto “por una izquierda socialdemócrata, republicana, humanista y ecológica” lejos de lo que sería la Nueva Unión Popular Ecológica y Social (NUPES), en la que se encuentra el PS.
Bernard Cazeneuve lanza oficialmente un nuevo movimiento, llamado “La Convención”, el 1 de febrero de 2023, queriendo “romper con el exceso” que atribuye a Nupes. Cuenta con el apoyo de un centenar de cargos electos, entre ellos el expresidente del consejo regional de Bretaña del PS, Loïg Chesnais-Girard, y el expresidente de la República, François Hollande. Su movimiento se reunió el 10 de junio en Créteil, en presencia del exlíder del Partido Socialdemócrata de Alemania Martin Schulz y del exlíder del Partido Demócrata de Italia Enrico Letta.
En marzo de 2023, el Partido de la Izquierda Radical, el Movimiento Ciudadano y el Colectivo de Socialdemócratas Reformistas (escindido de Territorios de Progreso) se unieron a la Convención, al igual que el exdiputado del PS David Habib.
El 25 de junio de 2024, Bernard Cazeneuve participó en una columna colectiva publicada en el periódico Le Monde donde, en el contexto de la campaña electoral legislativa anticipada, declaró que no votaría ni por la Agrupación Nacional ni por La France insoumise, refiriéndose a la dos movimientos políticos seguidos y considerando que se trata de un “confinamiento político entre los dos extremos”.
Después de estas elecciones legislativas, su nombre fue mencionado para volver a ser primer ministro y algunos medios lo consideran favorito.

## Vida personal
El 12 de agosto de 1995, Bernard Cazeneuve se casó con Véronique Beau, fundadora de la editorial infantil, « À dos d’âne » con quien tuvo dos hijos: Nathan y Mona. Después de una separación de tres años y un divorcio, al inicio del mandato de cinco años de François Hollande, se volvieron a casar el 12 de agosto de 201 con el propio presidente de testigo. Véronique Cazeneuve falleció el 2 de junio de 2024 tras una larga enfermedad.
En septiembre de 2020, entrevistado por La Croix, Bernard Cazeneuve se describió a sí mismo como “bastante agnóstico”.